# Rhön

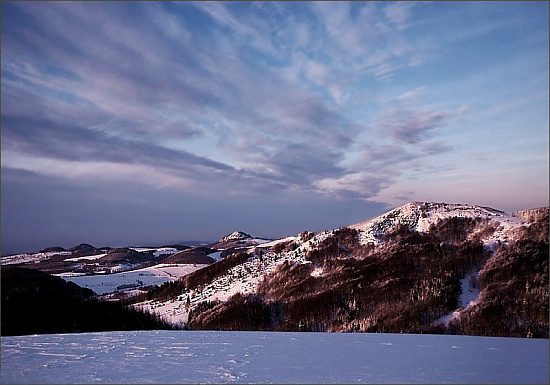
Paisagem na parte central do Rhön com as montanhas Milseburg e Pferdskopf.

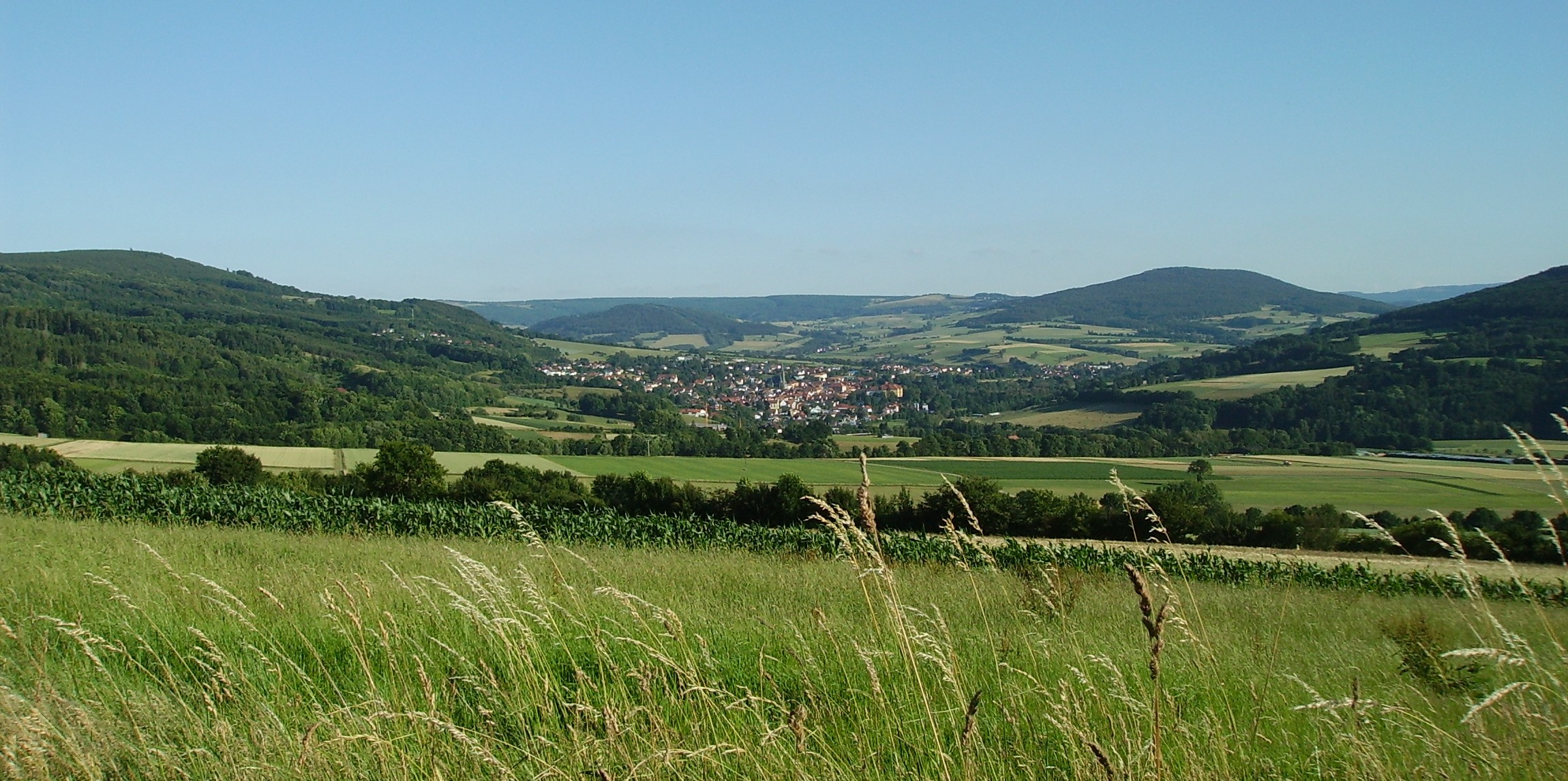
Paisagem típica do Rhön, próximo de Tann.

O Rhön é, com seus 950,2 metros NN, um dos sistemas montanhosos mais altos da Alemanha, localizado na fronteira com os estados federais da Baviera, Hesse e Turíngia e seu território é na atualidade uma reserva natural (Biosphärenreservat Rhön). Os montes foram formados por erupções vulcânicas.

## Geografia

### Montanhas
As montanhas mais conhecidas (mesmo que não sejam as mais altas) do Rhön são:
1. Wasserkuppe (950,2 m) - Distrito de Fulda, é a montanha mais altas do "Hohen Rhön" e de Hesse.
2. Dammersfeldkuppe (928 m), Limita-se com os estados de Baviera-Hesse, Hohe Rhön
3. Kreuzberg (927,8 m), Distrito de Rhön-Grabfeld, Baviera, Hohe Rhön
4. Heidelstein (925,7 m), Distrito de Rhön-Grabfeld, Baviera, Hohe Rhön
5. Stirnberg (901,9 m), Fronteira Baviera-Hesse, Hohe Rhön
6. Himmeldunk (887,9 m), Fronteira Baviera-Hesse, Hohe Rhön
7. Milseburg (835,2 m), distrito de Fulda, Hessen, acima mais alta de Kuppenrhön
8. Gebaberg (751 m; "Hohe Geba"), Distrito de Schmalkalden-Meiningen, Turíngia, Montanha mais alta do Vorderen Rhön